# Feira de São Mateus (Elvas)
A Feira de São Mateus realiza-se anualmente no Parque da Piedade em Elvas no mês de Setembro, em conjunto com as Festas do Senhor Jesus da Piedade.
É considerada a maior feira e romaria de todo o Alentejo não só pela sua dimensão, como também pelo número de visitantes, alcançando anualmente mais de 200 mil pessoas.
A Feira realizada no Parque da Piedade, junto ao Santuário do Senhor Jesus da Piedade, é o culminar de todas as Festas de Verão do concelho de Elvas, sendo também por isso chamada de "Festas da Cidade e do Concelho". 
A Feira é composta por diversas celebrações religiosas como é a Procissão dos Pendões, considerada uma das maiores celebrações religiosas de Portugal, alcançado cerca de 3 a 4 quilómetros de extensão devido ao número de fieis que nela participam e que vêm de todos os distritos do Alentejo e não só. Realizada sempre a 20 de Setembro, esta Procissão marca o arranque oficial das Festas do Senhor Jesus da Piedade e no último dia, acontece a Procissão de Regresso dos Pendões que faz o trajeto inverso e que marca o encerramento das Festas.
O Parque da Piedade durante a feira é dividido em 4 zonas distintas: Zona 1: denominada "Praça da Feira" onde estão instalados bares, stands de exposição, restaurantes, um pavilhão de street food e 2 palcos: o Palco São Mateus onde decorrem concertos de artistas/bandas nacionais e internacionais e o Palco da Feira onde decorrem concertos de artistas e bandas locais. Zona 2: denominada "Diversões" onde estão instalados os carroceis e diferentes bares e discotecas, Zona 3: denominada "Feirantes" onde é possível encontrar de tudo um pouco, desde feirantes de roupa, bazar, roulottes de comida e expositores diversos e por último a Zona 4 denominada de "Exposição Automóvel" onde é possível encontrar a exposição de diversas centenas de veículos novos e semi-novos de stands automóveis locais e regionais.  
Ainda dentro do Parque da Piedade fica o Parque de Campismo onde centenas de habitantes de Elvas e arredores permanecem acampados durante os dias da Feira, fazendo desta uma zona de muito convívio entre gentes da terra como manda esta tradição secular. 
Do programa da Feira fazem ainda parte diversos espetáculos pirotécnicos, corridas de touros e muitas outras atividades desportivas e culturais. 
A Organização da Feira de São Mateus e das Festas do Senhor Jesus da Piedade é da Câmara Municipal de Elvas e da Confraria do Senhor Jesus da Piedade.
Ao contrário das Festas do Senhor Jesus da Piedade que têm inicio sempre a 20 de Setembro, a Feira de São Mateus, ainda que decorrendo no mesmo local, habitualmente tem inicio antes dessa data, conforme o calendário.
Datas em que decorreu a Feira de São Mateus nos últimos anos:
- 2008 - 19 a 28 de Setembro;
- 2009 - 18 a 27 de Setembro;
- 2010 - 17 a 26 de Setembro;
- 2011 - 16 a 25 de Setembro;
- 2012 - 20 a 30 de Setembro;
- 2013 - 20 a 29 de Setembro;
- 2014 - 20 a 28 de Setembro;
- 2015 - 18 a 27 de Setembro;
- 2016 - 16 a 25 de Setembro;
- 2017 - 20 de Setembro a 1 de Outubro;
- 2018 - 20 a 30 de Setembro;
- 2019 - 20 a 29 de Setembro;
- 2020 - Não se realizou por motivo da pandemia Covid-19.
- 2021 - Não se realizou por motivo da pandemia Covid-19.
- 2022 - 16 a 25 de Setembro;
- 2023 - 20 de Setembro a 1 de Outubro;
- 2024 - 20 a 29 de Setembro;
- 2025 - 19 a 28 de Setembro;

## Ligações Externas
- Site oficial da Feira de São Mateus em Elvas